# Медисон (Алабама)
Медисон (енгл. Madison) град је у америчкој савезној држави Алабама. По попису становништва из 2010. у њему је живело 42.938 становника.

## Демографија
Према попису становништва из 2010. у граду је живело 42.938 становника, што је 13.609 (46,4%) становника више него 2000. године.
|                   | 2010.           | 2000.           |
| Укупно            | 42 938 (100,0%) | 29 329 (100,0%) |
| Белци             | 30 666 (71,42%) | 23 053 (78,60%) |
| Афроамериканци    | 6 249 (14,55%)  | 3 812 (13,00%)  |
| Азијати           | 2 993 (6,971%)  | 1 029 (3,508%)  |
| Хиспаноамериканци | 1 834 (4,271%)  | 675 (2,301%)    |
| Остали            | 1 196 (2,785%)  | 760 (2,591%)    |